# 尼恰特卡湖
57°45′43″N 117°39′25″E / 57.761915°N 117.657080°E
尼恰特卡湖（俄语：Ничатка），是俄羅斯的湖泊，位於該國南部，由外貝加爾邊疆區負責管轄，長27公里、寬3公里，面積40.5平方公里，集水區面積1,800平方公里，最大水深117米。